# Monte Suecia
Der Monte Suecia (spanisch) ist ein Berg im Südosten der Bryde-Insel vor der Danco-Küste des Grahamlands auf der Antarktischen Halbinsel. Er ragt zwischen den Landspitzen Punta Gutiérrez und Punta Soffia auf.
Die Benennung geht offenbar auf Wissenschaftler der 5. Chilenischen Antarktisexpedition (1950–1951) zurück. Wahrscheinlicher Namensgeber ist ein Expeditionsteilnehmer.